# William Watson
William Watson (3 de abril de 1715 - 10 de mayo de 1787) fue un naturalista, médico y físico inglés. Estudió los fenómenos eléctricos, modificando la botella de Leyden mediante la agregación de una cobertura de metal, con lo que descubrió que de esta forma se incrementaba la descarga eléctrica.
Su trabajo inicial se centró en la botánica introduciendo la nomenclatura binomial de Carlos Linneo en el Reino Unido. Más tarde, a partir del 1744, se interesaría por la electricidad. En 1741 ingresó en la Royal Society y en 1772 ocupó el cargo de vicepresidente de esta sociedad. En 1745 fue reconocido con la Medalla Copley por sus méritos en la búsqueda científica.
En 1747 demostró que la capacidad se incrementaba de una botella de Leyden si se recubría el interior y el exterior con una lámina de plomo. El mismo año propuso que dos tipos de electricidad, "vítrea" y "resinosa" postulados por Du Fay correspondían a un exceso de carga (carga positiva) y a una deficiencia de carga (carga negativa) de un mismo fluido al que denominó "éter eléctrico" y que la cantidad de carga eléctrica se conservaba.
Después conocería que Benjamin Franklin había desarrollado al mismo tiempo la misma teoría de manera independiente, convirtiéndose posteriormente en aliados científicos y políticos.

## Algunas publicaciones

### Escritos independientes
- Experiments and Observations tending to illustrate the Nature and Properties of Electricity, Londres 41746; edición en francés bajo el título Expériences et observations pour servir à l'explication de la nature et des propriétés de l'électricité … en: William Watson, Johann Heinrich Winckler: Recueil de traités sur l'électricité, Paris 1748.

- A Sequel to the Experiments and Observations tending to illustrate the Nature and Properties of Electricity … Londres 21746 (comentó Benjamin Rackstrow:[1] Some Remarks on a Pamphlet, intituled, A Sequel to the Experiments ankl Observations tending to illustrate the Nature and Properties of Electricity, en ders. Miscellaneous Observations, Together with a Collection of Experiments On Electricity … Londres 1748)

- An account of a series of experiments, instituted with a view of ascertaining the most successful method of inoculating the small-pox, Londres 1768; versión alemana de la traducción de Christian Heinrich Schütte bajo el título Zweener berühmten englischen Aerzte des Herrn Doct. Watsons und Doct. Glaß Versuche und Abhandlungen von der neuesten und besten Art die Kinderblattern glücklich einzupfropfen, Halle 1769

### Documentos
- A Case Wherein Part of the Lungs Were Coughed up. Presented to the Royal Society by William Watson, F. R. S. en Philosophical Trans. 41 (1741), ISSN 0260-7085, p. 623–624, en línea en PDF-documento en el directorio compartido en Wikimedia Commons (primera publicación de Watson como miembro de la Royal Society de Londres).

- Some Remarks Occasioned by the Precedeing Paper, Addressed to the Royal Society by Mr. William Watson, Apothecary, and F. R. S. en Philosophical Trans. 42 (1743), ISSN 0260-7085, p. 599–601, en línea en PDF-documento en Wikimedia Commons (primera opinión de Watson contra las declaraciones de Pickering sobre el descubrimiento de esporas de hongos).

- Experiments and Observations, Tending to Illustrate the Nature and Properties of Electricity en Philosophical Trans. 43 (1745), ISSN 0260-7085, p. 481−501, en línea en PDF-documento en Wikimedia Commons (informe de Watson a la Real Sociedad en el experimento llevado a cabo en 1745 la serie de la electricidad).

- An Account of a Manuscript Treatise … Intituled, Traité du Corail … That is to Say, A Treatise upon Coral, and Several Other Productions Furnish’d by the Sea, in Order to Illustrate the Natural History Thereof, by the Sieur de Peyssonnel … Extracted and Translated from the French by Mr. William Watson, en Philosophical Trans. 47 (1752), ISSN 0260-7085, p. 445–469, en línea en PDF-documento en Wikimedia Commons (traducción del informe de Watson Jean-André Peyssonnel, en corales.

- Observations upon the Effects of Lightning, with an Account of the Apparatus Proposed to Prevent Its Mischiefs to Buildings, More Particularly to Powder Magazines …, en: Philosophical Trans. 54 (1764), ISSN 0260-7085, p. 201–227, en línea en PDF-documento en Wikimedia Commons (propuestas de Watson para proteger a los polvorines de un rayo).

## Eponimia
Género de plantas
- (Iridaceae) Watsonia Mill.[2]

Sterculiaceae Watsonia Boehm. -- in Ludw. Def. Gen. Pl. 278 (1760). (IK)